# 智能代理
智能代理（英語：intelligent agent），或译为智能体，是人工智能领域指一个可以观察周遭环境并作出行动以达致目标的自主实体。它通常是指（但不一定是）一个软件程序。“智能代理”是目前人工智能研究的一个核心概念，统御和联系着各个子领域的研究。

## 智慧代理的分類
- 簡單代理
- 基於模型的反射代理
- 基於目標的代理
- 基於效用的代理
- 學習型代理